# فيدين أبوستولوف
فيدين أبوستولوف (17 أكتوبر 1941 - 13 نوفمبر 2020)، هو لاعب كرة قدم بلغاري. يلعب في مركز الدفاع. مثّل منتخب بلغاريا لكرة القدم. سبق له أن لعب في كأس العالم لكرة القدم مع منتخب بلاده في مونديال عام 1966.

## روابط خارجية
- فيدين أبوستولوف على موقع الاتحاد الدولي (مؤرشف)  (الإنجليزية)
- فيدين أبوستولوف على موقع قاعدة بيانات كرة القدم.إي يو (الإنجليزية)
- فيدين أبوستولوف على موقع ناشيونال فوتبول تيمز (الإنجليزية)